# Illa de Yeonpyeong
L'illa Yeonpyeong o Yeonpyeongdo (en coreà: 연평도 pronunciat [jʌnpçʌŋdo]; denominada per Corea del Nord com a illot Yŏnphyŏng) és un grup d'illes sud-coreanes en la Mar Groga, situades a uns 80 km a l'oest d'Inchon i a 12 km al sud de la costa de la província de Hwanghae, Corea del Nord.
L'illa principal del grup és Daeyeonpyeongdo ("Illa Gran de Yeonpyeong"), també dita simplement illa de Yeonpyeong, amb una superfície de 7,01 km² i una població d'uns 1.300 habitants. El principal nucli de població és Yeonpyeong-ri, on es troba el port de l'illa. L'altra illa habitada és Soyeonpyeongdo ("petita illa de Yeonpyeong"), amb una petita població i una superfície de 0,24 km². La resta del grup està format per altres petites illes. El grup d'illes constitueix Yeonpyeong-myeon, una de les subdivisions del comtat d'Ongjin, Inchon, Corea del Sud.
L'illa de Yeonpyeong és coneguda per la seva pesca de crancs.

## Història

La disputada frontera marítima entre Corea del Nord i Corea del Sud en la Mar de l'Oest: A: Línia Límit Nord creada per les Nacions Unides, 1953
B: Corea del Nord va declarar el "MDL intercoreà", 1999
La ubicació de les illes específiques es reflecteix en la configuració de cada frontera marítima, incloent
----4. Jung-gu (Aeroport Intl. d'Ichon); 5. Seül; 6. Inchon; 7. Haeju; 8. Kaesong; 9. Ganghwa; 10. Bukdo Myeon; 11. Deokjeokdo; 12. Jawol Myeon; 13. Yeongheung Myeon

1. Illa de Yeonpyeong
2. Illa de Baengnyeong
3. Illa de Daecheong

### Disputes fronteres marítimes
Yeonpyeong es troba prop de la Línia Límit Nord (NLL) i està a només 12 km de la costa nord-coreana. L'Acord d'Armistici de 1953, que va posar fi a la Guerra de Corea, especificava que cinc grups d'illes, inclòs Yeonpyeong, romandrien sota control de Corea del Sud. Posteriorment, Corea del Nord va respectar la frontera marítima occidental reconeguda per l'ONU durant molts anys, fins a aproximadament mitjans de la dècada de 1990.
No obstant això, des dels anys noranta, Corea del Nord ha disputat la NLL. El govern nord-coreà reclama una frontera més al sud que abasta valuosos caladors (encara que voreja illes controlades per Corea del Sud, com Yeonpyeong). No obstant això, aquesta reivindicació no és acceptada internacionalment perquè:
1. La reclamació de Corea del Nord no es basa en el dret internacional ni en el dret de la mar.
2. El Comandament de les Nacions Unides va insistir que la NLL havia de mantenir-se fins que es pogués establir una nova MDL marítima a través de la Comissió Militar d'Armistici del Comandament de les Nacions Unides sobre l'acord d'armistici, i la reclamació de Corea del Nord no es va establir a través de la CNUMAD.[cal citació]

### Bombardeig nord-coreà del 2010
El 23 de novembre de 2010, l'artilleria nord-coreana va bombardejar Yeonpyeong amb desenes de trets en Yeonpyeong-ri i els seus voltants. Aquest bombardeig es va produir després d'un exercici militar del Sud en la zona. El Sud va retornar el foc amb obusos autopropulsats K-9 de 155 mm. El bombardeig va danyar dotzenes de cases, així com la infraestructura militar del Sud, i va incendiar edificis. En el bombardeig van morir dos marines sud-coreans i dos civils, i altres divuit van resultar ferits.